# Campeonato Mundial de Ciclismo em Estrada de 1968
Os Campeonatos do mundo de ciclismo em estrada de 1968 celebraram-se no circuito italiano de Imola de 31 de agosto a 1 de setembro de 1968, para as carreiras individuais masculina e feminina, enquanto as provas olímpicas disputaram-se de 7 de novembro a 10 de novembro em Montevideo, Uruguai.

## Resultados
| Evento                       | Ouro                                                                              | Ouro           | Prata                                                                  | Prata    | Bronze                                                                          | Bronze    |
| ---------------------------- | --------------------------------------------------------------------------------- | -------------- | ---------------------------------------------------------------------- | -------- | ------------------------------------------------------------------------------- | --------- |
| Provas masculinas            |                                                                                   |                |                                                                        |          |                                                                                 |           |
| Homens - carreira em linha   | Vittorio Adorni · Itália                                                          | 7 h 27 min 39s | Herman Van Springel · Bélgica                                          | + 9' 50" | Michele Dancelli · Itália                                                       | + 10' 18" |
| Contrarrelógio por equipas   | Suécia · Erik Pettersson · Gösta Pettersson · Sture Pettersson · Tomas Pettersson | -              | Suíça · Bruno Hubschmid · Robert Thalmann · Walter Burki · Erich Spahn | -        | Itália · Vittorio Marcelli · Flavio Martini · Giovanni Bramucci · Benito Pigato | -         |
| Amador - carreira em linha   | Vittorio Marcelli · Itália                                                        | 5h 00' 34"     | Luiz Carlos Flores · Brasil                                            | -        | Erik Pettersson · Suécia                                                        | -         |
| Provas femininas             |                                                                                   |                |                                                                        |          |                                                                                 |           |
| Mulheres - carreira em linha | Keetie van Oosten-Hage · Países Baixos                                            | 1h 29' 06"     | Baiba Caune · União Soviética                                          | m.t.     | Morena Tartagni · Itália                                                        | m.t.      |